# Distoleon alcione
Distoleon alcione is een insect uit de familie van de mierenleeuwen (Myrmeleontidae), die tot de orde netvleugeligen (Neuroptera) behoort. 
Distoleon alcione is voor het eerst wetenschappelijk beschreven door Banks in 1911.